# Vékonyréteg

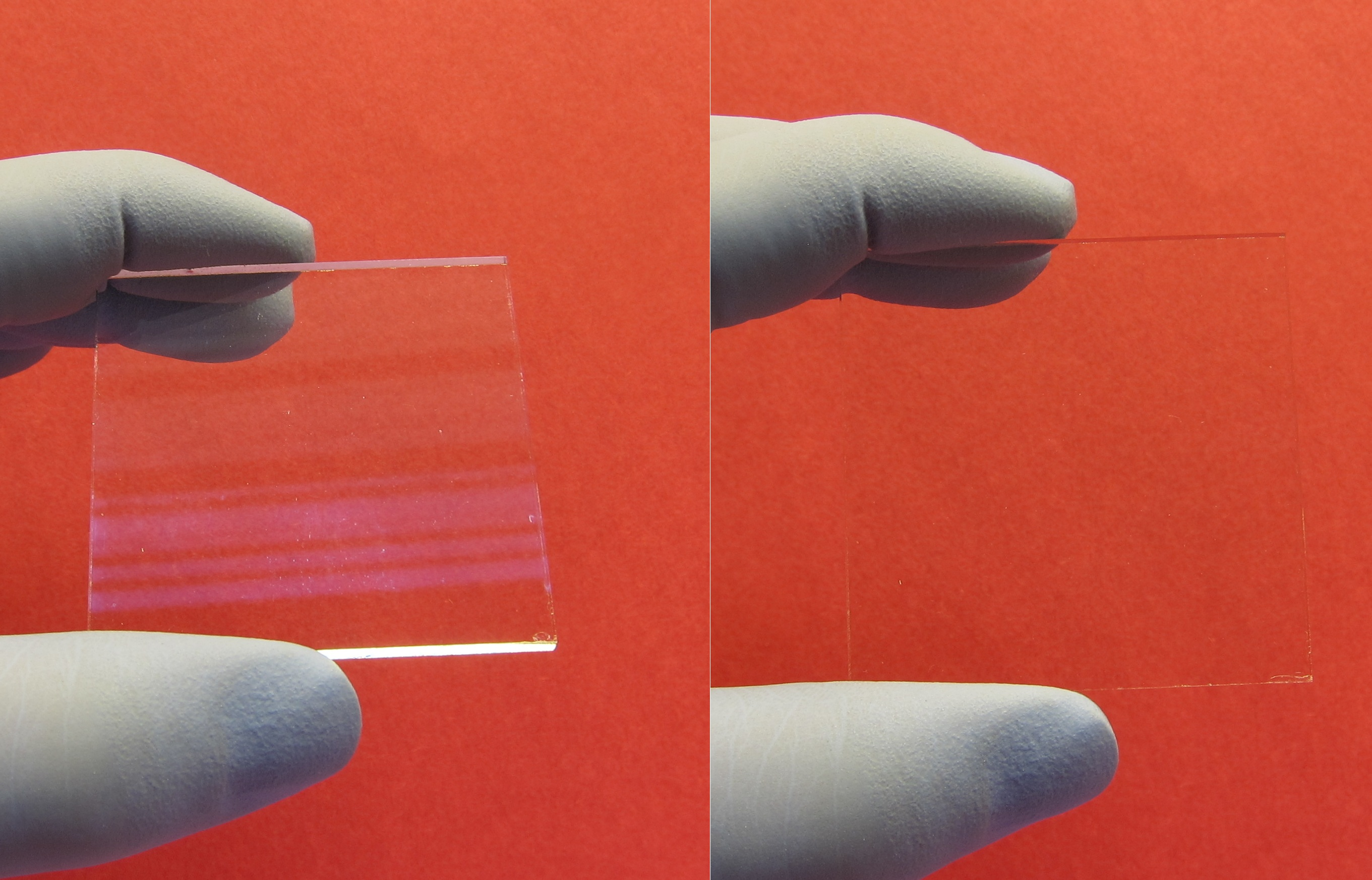
Vékonyréteg bevonat, mellyel az egyszerű üveglap reflexiói (balra) interferencia segítségével lecsökkenthetők (jobbra). Ezt nevezzük optikai antireflexiós rétegnek.

A fizikában és kémiában vékonyrétegnek nevezik az anyag kis vastagságú tartományait, melyek az atomi méretektől a néhány mikrométerig terjedő méretűek. Leggyakoribb alkalmazásaik az optikai bevonatok és a félvezetőiparban alkalmazott elektromos vékonyrétegek.
Közismert, hétköznapokban is gyakori alkalmazásuk a tükör, mely egy üveg hordozóból és a rá felvitt fém (gyakran ezüst) vékonyrétegből áll. Igen vékony bevonattal féligáteresztő tükör is készíthető.
A vékonyrétegek fizikai jellemzése a szilárdtestfizika, ezen belül a felületfizika tárgykörébe tartozik. Egyes vékonyrétegek (főleg melyek vastagsága közel esik az atomi méretekhez) bizonyos alkalmazások esetén kvázi kétdimenziós szerkezetként viselkednek, melyet kvantumbezárási effektusok okoznak.

## Előállítása
Vékonyréteg-leválasztásnak azt a folyamatot nevezik, amikor fizikai vagy kémiai reakció segítségével egy anyag (hordozó) felületén, mikro- vagy nanotechnológiai eljárással vékonyréteg épülését idézik elő. A réteg épülése tipikusan néhányszor tíz-száz nanométeres mérettartományon kontrollálható, de például molekulasugaras epitaxiával atomi rétegek is leválaszthatók.
A rétegleválasztási eljárások két alapvető kategóriába sorolhatók. A vékonyréteg létrejöttét meghatározó folyamat szerint megkülönböztetnek kémiai és fizikai elvű rétegleválasztásokat.

### Rétegnövekedési módok

Frank–van-der-Merwe folyamat

A rétegek növekedését megszabják a felületi energiaviszonyok, azaz hogy a hordozó felülete és a kapcsolódó új atomok (adatom) között milyen a kölcsönhatás, illetve miként hatnak kölcsön egymással a leválasztott réteg atomjai. Eszerint három jellemző alapesetet különböztetnek meg:

Stranski–Krastanow folyamat

Volmer–Weber folyamat

- Frank–van der Merwe-folyamat,[3][4][5] azaz rétegenkénti növekedés. Ebben az esetben az adatom-felület kölcsönhatás és az adatom-adatom kölcsönhatás kiegyensúlyozza egymást. Szükséges hozzá a rácsilleszkedés, melyen ideális rétegnövekedés lehetséges.
- Stranski–Krastanov-folyamat,[6] azaz összenövő szigetekben növekedés. Ez akkor jellemző növekedési mód, ha az adatom-felület kölcsönhatások dominálnak.
- Volmer–Weber-folyamat,[7] azaz izolált szigetek növekedése. Ekkor a réteg atomjai közötti kölcsönhatások dominálnak, így az atomok "cseppekbe", "szigetekbe" rendeződnek.

### Epitaxia
Egy anyag egy rétegének a ránövése egy másik anyag egyetlen kristályára úgy, hogy a kristályszerkezet a rétegben azonos a szubsztrátéval. Félvezető eszközök készítésénél alkalmazzák.

## Fordítás
Ez a szócikk részben vagy egészben  a   Thin film című angol Wikipédia-szócikk ezen változatának fordításán alapul.  Az eredeti cikk szerkesztőit annak laptörténete sorolja fel. Ez a jelzés csupán a megfogalmazás eredetét és a szerzői jogokat jelzi, nem szolgál a cikkben szereplő információk forrásmegjelöléseként.